# Mondrepuis
Mondrepuis település Franciaországban, Aisne megyében. Lakosainak száma 1033 fő (2022. január 1.). Mondrepuis Clairfontaine, Hirson, Neuve-Maison, Ohis, Wimy, Anor és Fourmies községekkel határos.

## Népesség
A település népességének változása:
| Lakosok száma | 1121 | 972  | 1006 | 1000 | 1005 | 1022 | 1040 | 1046 | 1043 | 1033 |
|               | 1968 | 1982 | 1990 | 2006 | 2013 | 2015 | 2017 | 2019 | 2020 | 2022 |